# Leone Sinigaglia
Leone Sinigaglia (Torí, 14 d'agost de 1868 - Torí, 16 de maig de 1944) va ser un compositor italià.

## Biografia
Nascut al si d'una família de l'alta burgesia torinesa, Sinigaglia va créixer a Torí a la fi del segle xix, coneixent les personalitats més representatives del pensament, de les arts i de la ciència que a la vegada vivien en la seva ciutat, com Galileo Ferraris, Cesare Lombroso, Leonardo Bistolfi.
Apassionat de la literatura i de l'alpinisme des de la seva joventut, el jove Sinigaglia tenia períodes de vacances en un poble de descans a la localitat de Cavoretto, una mica retirada de la ciutat, lloc que era molt important per a la seva inspiració. Entre les seves primeres proves compositives d'aquells anys destaca la Romança op. 3 per a corn anglès i quartet de corda (1888).
Va començar a viatjar per motius d'estudi: després d'haver viscut en diverses ciutats europees des de 1894 va residir a Viena, on es converteix en íntim amic de Johannes Brahms, i d'aquest compositor alemany agafa gust per la música considerada absoluta, estudiant amb Eusebius Mandyczewski. En aquells anys van néixer moltes peces (o lied) i el Concert per a violí i orquestra op. 20. L'any 1900 va anar a Praga –actualment, capital de República Txeca– amb Antonín Dvořák –va ser potser l'amistat amb el Quartet Bohemi a la vora de Viena que ho va conduir al compositor-, de Dvořák va aprendre la capacitat d'introduir-se en les estructures acadèmiques amb l'atenció especial a la cançó popular.

## La seva obra
A partir del seu retorn a Torí el 1901 i durant uns deu anys més tard, Sinigaglia va transcriure una enorme quantitat de cançons populars arcaiques provinents de la tradició oral, en gran part es van reunir a Cavoretto. Va adaptar algunes d'aquestes cançons a una versió per a cant i pianoforte que va afectar el llenguatge de la lírica de cambra de l'àrea alemanya de fins del segle XIX: van sorgir les velles cançons populars del Piemont –publicades inicialment a Leipzig per Breitkopf & Härtel el 1914 en nombre de dotze, successivament incrementades amb un tercer i quart fascicle el 1921 i amb un cinquè i sisè fascicle el 1927–.
Al costat d'aquesta col·lecció, i perquè el nom de Sinigaglia sigui recordat encara avui dia, d'altres de les seves composicions del mateix període porten la petjada d'un profund amor per l'ànima musical de la seva regió, com per exemple a les dues Danses piamonteses op. 31 (1905) i a la Suite per a orquestra «Piemont» (1909), a tots dos treballs està estretament lligat el nom d'Arturo Toscanini, qui els va realitzar amb freqüència.
Altres pàgines no connotades ètnicament fluïen per aquells anys feliços: l'obertura a les Baruffe Chiozzotte (1907), al costat de les obres piamonteses, van ser realitzades per directors del calibre de Wilhelm Furtwängler i de John Barbirolli. Sobre el vessant de la música de cambra, encara es recorden les dues sonates, respectivament per a violoncel i pianoforte op. 41 i per a violí i pianoforte op. 44, després de tot continuen lligades a l'univers de la sonata i de cambra centreeuropeu del segle xix.
La seva productivitat es va reduir progressivament en les dècades següents, mentre l'ambient musical d'Europa estava sent travessada per vents de grans canvis. La seva existència es destinava a finalitzar-se de manera tràgica durant la Segona Guerra Mundial: l'origen jueu el va prendre com a objecte de persecucions per part de la policia nazi que ocupava Torí durant 1944; en el moment del seu arrest, una síncope li va produir la mort.